# Faida di Magonza
La Faida di Magonza (in tedesco: Mainzer Erzstiftsfehde), nota anche come guerra del Baden-Palatinato (Badisch-Pfälzischer Krieg), ebbe luogo tra il 1461 e il 1462 e fu un conflitto per la pretesa al trono dell'Elettorato di Magonza.

## Antefatto

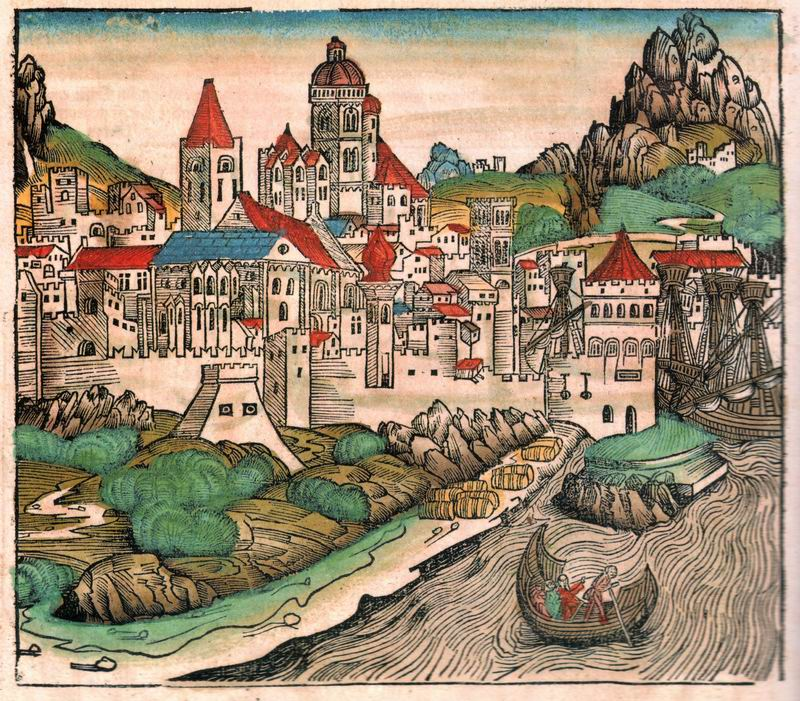
Magonza alla fine del XV secolo

Nel 1459 il Domkustos, Diether von Isenburg, fu eletto, con una piccola maggioranza battendo Adolfo di Nassau, nuovo arcivescovo di Magonza. Diether dovette immediatamente unirsi alla cosiddetta alleanza anti-palatina creata nel 1458 per una disputa con il conte Palatino, Federico I. Diether creò un'alleanza e marciò in guerra contro il conte Palatino, ma perse la battaglia decisiva di Pfeddersheim nel luglio 1460.
Poiché Diether avrebbe ottenuto la sua conferma papale solo con una certa difficoltà e pagando una grande quantità di denaro (Servitiengeld, 20 000 fiorini), si oppose alle richieste politiche, legali e finanziarie sia dell'imperatore che del papa. Papa Pio II nominò così il suo avversario, Adolfo di Nassau, che era stato sconfitto nelle elezioni del 1459. Bandì Diether il 21 agosto 1461 e lo dichiarò deposto, citando il suo atteggiamento di opposizione verso la Chiesa e l'imperatore Federico III, i suoi progetti di riforma e le sue richieste di abolizione delle annate papali. Adolfo di Nassau fu nominato nuovo arcivescovo di Magonza e incoronato il 1º ottobre 1461. La città di Magonza, tuttavia, continuò a sostenere Diether, che rifiutava di lasciare il trono arcivescovile.

## Corso
Adolfo si alleò con l'arcivescovo di Treviri, Giovanni II di Baden, il vescovo di Metz, Giorgio di Baden, il vescovo di Spira, Giovanni II Nix di Hoheneck e il conte Ulrico V di Württemberg. Il margravio Carlo I di Baden inizialmente tentò di mediare tra le fazioni in guerra, poi prese le parti di suo fratello, il vescovo Giorgio di Metz, che era nel campo di Adolfo, provocando così la guerra del Baden-Palatinato, un tentativo di impadronirsi del controverso vescovato.
Dalla parte di Diether c'erano il consiglio comunale di Magonza, suo fratello Ludwig e il principe elettore Federico I del Palatinato, originariamente nemico di Diether. Per la sua assistenza, Federico ricevette le città di Lorsch, Heppenheim e Bensheim.
Inizialmente le truppe del Baden devastarono le tenute del Palatinato a sinistra del Reno, poi avanzarono accanto a quelle di Spira e Württemberg lungo la parte orientale del Reno e vi si scatenarono anche attraverso le terre del Palatinato.
Nell'estate del 1462, coloro che stavano dalla parte dell'alleanza sotto Adolfo di Nassau credevano che il conte Palatino Federico e le sue truppe si fossero spostate in Baviera per sostenere il duca in una faida contro il margravio di Ansbach. Partendo dal presupposto che il Palatinato fosse quindi indifeso, le truppe del Baden e del Württemberg marciarono su Bretten con 8 000 uomini e invasero lo stato. Avanzarono, mettendo a ferro e fuoco e saccheggiando, da Spira sul Reno a Seckenheim. Tuttavia, poiché Federico I non era rimasto in Baviera, le forze di Adolfo furono sorprese e pesantemente sconfitte nella foresta vicino Seckenheim da Federico I e dai conti di Leiningen e Katzenelnbogen, poiché l'avanguardia montata dell'alleanza si era sentita così sicura che si era spostata troppo avanti rispetto ai suoi fanti. Il margravio Carlo I e suo fratello, il vescovo Giorgio di Metz, furono feriti e fatti prigionieri. Con la cattura del conte Ulrich V del Württemberg, subito dopo, da parte di Hans von Gemmingen questa fase della guerra si concluse. La sua vittoria nella battaglia di Seckenheim fece guadagnare a Federico il soprannome di "vittorioso" (der Siegreiche). Il nome dell'insediamento di Friedrichsfeld ("campo di Federico"), costruito sul sito e ora un distretto di Mannheim, commemora quell'evento.
Federico I fece portare i prigionieri nel suo castello di Heidelberg e li mise in catene fino a quando i riscatti da lui richiesti non furono pagati. Il margravio Carlo dovette pagare 25 000 fiorini, consegnare Sponheim come impegno e concedere Pforzheim come feudo dell'Elettorato del Palatinato. Il vescovo di Metz dovette pagare 45 000 fiorini per la sua liberazione. Ancora più importante per Federico, tuttavia, la vittoria aveva sigillato la sicurezza a lungo termine della sua posizione di principe elettore.
Ma la faida diocesana non finì qui. Ulteriori battaglie costarono molte vite e provocarono la devastazione di tutti gli insediamenti e la città di Magonza subì gravi danni. Nella notte del 28 ottobre 1462, a seguito del tradimento di alcuni cittadini di Magonza, Adolfo di Nassau fece irruzione nella città, attraverso la porta chiamata Gautor, con 500 uomini e, dopo 12 ore di combattimenti per le strade, prese possesso della città. 400 uomini persero la vita e i soldati di Adolfo saccheggiarono parti della città, incluso l'ex monastero domenicano. Come punizione per il suo sostegno a Diether, Adolfo rimosse i privilegi di libertà della città e quindi il suo status di città libera. La città passò sotto il dominio di un Visdomino nominato dall'arcivescovo. Il giorno seguente i cittadini furono convocati sulla piazza del mercato (Dietmarkt). Tutti gli 800 cittadini che si presentarono furono cacciati dalla città, ma circa 400 di loro vennero riammessi qualche tempo dopo e ottennero il permesso di rimanere a Magonza.

## Conclusione
La faida diocesana terminò solo dopo diversi tentativi di mediazione, nell'ottobre 1463. Diether von Isenburg si dimise e riconobbe Adolfo come suo successore a seguito del Trattato di Zeilsheim. Venne così ricompensato con una considerevole somma di denaro e un piccolo principato, costituito dalle città di Höchst, Steinheim e Dieburg.
Le alleanze di entrambi i contendenti, per il trono arcivescovile, erano state acquistate a costi considerevoli sia per le loro proprietà personali che per quella arcivescovile. Numerosi castelli e città furono trasferiti al Palatinato, all'Assia e, in breve, anche in Sassonia. La liquidazione di quel debito rimase una questione dominante nell'Arcivescovado negli anni seguenti.
Dopo la morte di Adolfo, nel 1475, Diether von Isenburg fu nuovamente eletto arcivescovo dal capitolo della cattedrale di Magonza e, questa volta, confermato da Papa Sisto IV e regnò senza ulteriori conflitti fino alla sua morte nel 1482.